# Діяння небожителів
«Діяння небожителів» — епічна містерія Віктора Гребенюка (псевдонім Брат Віктор), створена за зразком великих національних віршованих епосів.
В. Гребенюк працював над авторською містерією-епосом «Діяння небожителів» 19 років. Задумавши її на християнській основі, закінчив Волинську семінарію УПЦ КП. Численні уривки публікував у журналах, колективних збірниках, брошурами й листівками. На цьому етапі окремі фрагменти отримали благословення на храмове використання як молитовні тексти, звучали у церквах Київського й Московського Патріархатів (що є великою рідкістю). Проте все оприлюднене залишилось тоді непоміченим професійною критикою. 2011 року твір за дозволом церковної влади з’явився повністю у видавничому відділі «Ключі» Волинської єпархії УПЦ КП. Книгу чудово проілюстровано (графіка Надії Паламарчук). Відтоді вона стає об’єктом дедалі більшого зацікавлення як читачів, так і дослідників. У 2022 році опубліковано адаптоване видання.
Епос здобув третє місце на конкурсі «Європейська християнська книга – 2011», що проводиться Міжнародною християнською торговою спілкою, та переміг у конкурсі на Міжнародну літературно-мистецьку премію ім. Пантелеймона Куліша (2015). Кілька глав існують у версії радіоп’єси. 
«Діяння небожителів» складаються із 27-ми глав – Прологу, 25-ти Слів та Епілогу; містять численні авторські примітки. Як це звичайно для багатьох епосів, окремі глави створено в різних жанрах, вони мають свої сюжети, обрамлені загальною дією.

## Сюжет
Пролог. Оповідач (інші персонажі звертаються до нього на ім’я Віктор), терзаючись світоглядними сумнівами, вирішив піти до Почаївської лаври. Одначе там не знайшов гаданого заспокоєння. Йдучи назад, сподобився видіння Трійці, відчув приплив сил і надію: він має побачити дещо надзвичайне й описати це.
Слово 1. Віктор із його янголом-провідником летять в інший світ. Перед їхнім зором змінюються вселенські пейзажі.Перед мандрівниками – три величезні круговини, немов із диму: білого, чорного, темно-сірого. Вони складаються з безлічі людських фігур. Це душі померлих: одні потрапляють до Раю без перешкод, другі – до пекла, треті – перш ніж досягти блаженства, мають пройти різні випробування.
Слово 2. За кожну людську душу точиться тут безперестанна боротьба янголів і демонів. Віктор став свідком грандіозної баталії і за свою душу.
Слово 3. Це місце, призначене для перебування до Суду Божого нехристиянських праведників. «Тут можна тимчасово перебувати як праведникам із Раю, так і тяжким грішникам. Це наче величезна сцена, – каже провідник, – і тут ти бачитимеш те, що маєш описати. Однак подивися ще дещо».
Слово 4. Перед ними з’явилось видіння Апостольського собору, описане в Новому Завіті. Так, як Ісусові ученики вирішували складні тогочасні питання, так і нині треба вирішити пекучі проблеми християнства.
Слово 5. Раптом світ навколо став набувати швидких перемін. Так само швидко змінювались і душевні почуття. Віктор вбіг у якийсь храм, гадаючи, що тут місце сталості й незмінності. Однак зображення на іконах заворушилися, святі ожили й вийшли із рам, голосно славлячи Бога. Віктора окликнули Вергілій і Данте й розповіли дещо неймовірне. Тут чекають Останнього Суду не тільки християнські праведники, а й іновірці: Магомед, Будда… У це Віктор ніяк не міг повірити.
Слово 6. Але до нього обернулась поблизька постать – і Віктор упізнав у ній Будду. Перебуваючи тут як дохристиянський праведник, Шак’я-Муні увірував у Єдиного Бога і в те, що існує не безліч перевтілень, як навчав він, а оновлення тіла по смерті, як навчає християнство. 
Слово 7. Оповідача вводять в обіцяний своєрідний театр: не актори, а самі історичні особи відтворюють епізоди церковної історії.
Слово 8. «Пророцтво Адама». Трагедія. Після вигнання з Раю сім’я перших людей живе щоденними важкими турботами. Проте Адам знаходить час, аби сідати за рукописання. Адам творить із двоїстими почуттями: бачить, що в сім’ї зникає лад, і знає, що рано чи пізно людей опанує гріх, але й розкаяння. Каїн, заздрячи Авелю, кривдить його дружину Левуду, проте вона ще дружить із Каїновою дружиною Келімат. Єва розповідає свій тяжкий сон. Адам розгадує його: до них має прийти Люципер. Той справді являється сестрам – Левуді й Келімат, однак вони вражені його чудовими манерами, прекрасним виглядом, послужливістю та вільнодумством. Вони летять із ним у безодні всесвіту. Одній Люципер пропонує величезні багатства, іншій – величезні знання. Жінки погоджуються. Люципер торжествує. Цю феєрію припиняє передсмертний крик Авеля. Між Келімат і Левудою спалахує ненависть і Левуда вбиває Келімат. Каїн розповідає про причини свого злочину. Після вбивства брата втікав од самого себе. Він тяжко розкаявся й отримав прощення від Бога.  Сім’я хоронить загиблих. Адам, Єва й Левуда збираються в Палестину, де колись буде Єрусалим. 
Слово 9. «Світло в ковчезі». Драма. Із кладовища Голгофа поблизу Єрусалима за день до потопу Ной викопує мощі Адама і кладе в ковчег. У ковчезі є також фоліант із золотих пластин, який принесли йому херувими. Книга осяває неземним світлом увесь корабель. На її сторінках закарбовано різноманітні знання. Її мають успадкувати троє Ноєвих синів. Люципер, являючись у різних подобах, намовляє кожного з братів викинути книгу або вкрасти, однак цьому вдається запобігти. Після потопу, помираючи, Ной пророкує про майбутнє народів, що походитимуть від його синів Сима, Яфета і Хама, – симетичних, яфетичних, хамітських, які врешті-решт возз’єднаються в Христі. Сини не розуміють пророцтва. Вони розсварюються, щойно батько помер. Сим привласнює книгу, усвідомлюючи: найцінніше – знання. Розгорнувши її, читає передвіщення про майбутніх нащадків Яфета – Русь-Україну. Зі своїми сім’ями брати розходяться хто куди.
Ці дві глави написано на противагу драмам Байрона «Каїн» та «Небо і земля», а також «Манфред», у яких романтизується безбожництво.
Слово 10. Інтерлюдія 1. На сцені з’являються Вергілій і Данте. Вони розповідають: нащадки Яфета прибули на землі, що згодом стали Руссю. Звідси яфетична, або ж індоєвропейська людність опанувала майже всю Європу, Індостан, Середню Азію, згодом – Америку й Австралію, щоби світ був об’єднаний у християнстві. Тож наступний епізод – про одного з найбільш ранніх адептів цієї віри – апостола Андрія. За рідкісним варіантом житія, він проповідував і загинув на Кубані.
Слово 11. «Андріївський хрест». Трагедія. До напівтаємного зібрання шанувальників безіменного Єдиного Бога в Боспорське царство прибув апостол Андрій Первозваний. Послухати його проповідь і поставити важкі питання приходить і раб-слов’янин Рус. Громада слухає апостола, співає під його керівництвом духовні гімни. Але йде облава, щоби спіймати апостола, який учора не проявив шани богам. Перелякані члени зібрання вирішують самі видати «злочинця». Рус намагається присоромити їх, та марно. Апостола розпинають на хресті. В останні хвилини перед кончиною він гласить Русові, що майбутня Русь, «прабáтьківство Яфетових племен», має від Творця особливе покликання.
Цією главою Брат Віктор провадить своєрідну полеміку з Лесею Українкою. В її драматичній поемі «В катакомбах» Неофіт ставить ті ж запитання Єпископу, що й Рус апостолові. Однак лише в «Андріївському хресті» звучать такі відповіді, що не віддаляють од християнства, а роз’яснюють його.
Слово 12. «A liminibus Apostolorum» (Від апостольських порогів). Трагедія. Імператор Доміціан повертається з Колізею, де спостерігав за стратою християн. Йому повідомляють, що його двоюрідний брат Климент – християнський лідер, папа Римський. У розмові з ним імператор вирішує, що введення християнства не тільки не похитне його влади, а й зміцнить її. Одначе Климент заперечує прийняття Христової віри з політичних мотивів. Розлючений деспот засилає Климента на каменоломні поблизу Корсуня (Херсонеса) в Криму. Того ж дня Доміціан гине від рук змовників. Серед одновірців, засланих на каторгу, папа не відразу одержав визнання. Та коли вчинив чудо, його визнали духовним вождем. Каторжани вчиняють бунт, а вина за нього падає на Климента. Папу карають потопленням. Проте з неба лунає глас: він прибув із Рима у Крим, аби своєю смертю сприяти християнізації Русі (Володимир Великий охрестився в Корсуні та взяв до Києва мощі св. Климента).
Слово 13. Інтерлюдія 2. Данте підсумовує останні дві п’єси, застерігає Віктора від бажання земної слави і відкриває лаштунки нової вистави.
Слово 14. «Федір і Йван (Перша кров)». Трагедія. За п’ять років до Володимирового хрещення в Київ із великою перемогою повертаються його дружинники. Належить відзначити цю радісну подію. Одна частина язичників вважає, що доволі звичайних почестей богам. Консерватори ж згадали про людські жертвоприносини. Жереб падає на Малушу, наречену християнина Йоана. Його батько купець Феодор-Тури (варяг) – таємний християнин. Однак в екстремальних обставинах відкрито сповідує свою віру, бажаючи захистити Малушу, і гине разом із сином.
Слово 15. «Борис та Святополк». Трагедія. За декілька літ по тому на місці їхньої загибелі споруджено Десятинну церкву. У ній щойно закінчилась похоронна відправа: помер князь Володимир. Святополк, його син, радіє, що влада дістається йому. Однак бояри переконують: необхідно усунути претендентів – кількох братів. Їхня сестра Передслава намагається зупинити братовбивство, але марно. Гинуть Святослав і Гліб. Борис, хоча має змогу оборонитись, вирішує не чинити опору, щоб не розпочалась громадянська війна при небезпеці вторгнення на Русь кочовиків. Борис гине теж. У Святополка розвиваються важкі душевні хвороби, він покінчує самогубством.
Слово 16. Інтерлюдія 3. Дивлячись на історію Святополка Окаянного і його братів, Данте й Вергілій міркують про політичний устрій та роль митця у політиці. Один суспільний лад змінює інший, і демократія вважається найкращим. Але не слід перебільшувати її досконалості: «не лад важни́й – відлуння слів Христа». За будь-якого ладу є можливість служити ближньому, а також маскувати ідеями владолюбство й загребущість. Політики використовують для своїх цілей хист митців, однак творчість підлягає і логіці історичного процесу. Наприклад, «Енеїду» Вергілій писав на замовлення Августа, вона стала частиною ідеології Риму, та надихнула і згуртувала римлян на грандіозні справи. Із Вергілія має брати приклад і Віктор, пишучи «Діяння небожителів»: робити те, до чого покликаний. А метою життя потрібно ставити спасіння, в його основу – Євангеліє, як це вчинила героїня наступної п’єси.
Слово 17. «Осереддя Європи». Драма. Французька королівна Едігна, онука Ярослава Мудрого, напередодні свого шлюбу втікає від нелюба на Русь. Із собою взяла Євангеліє, привезене з Русі матір’ю. На ньому дочка Ярослава Анна брала шлюб із французьким королем у Реймсі. Доро́гою Едігна отримала провіщення залишатися там, де їй буде відповідне знамення. Це сталося поблизу баварського села. Тут, у дуплі велетенської липи, Едігна спасається як безвісна відлюдниця. Однак перипетії європейської політики вимагають повернути Євангеліє до Реймса. Королівський духівник Сугерій розшукав її в пущі. Едігна, усвідомлюючи важливість реліквії, повертає її. (Нині Едігна вшановується як блаженна в Католицькій церкві).
Слово 18. «Явлення Жанни Д’Арк, або Анти-Вольтер». Трагедія. На площі Руана англійці спалюють Орлеанську Діву. Проте обставини аутодафе переконують присутніх, що на вогнищі – не Жанна. Через п’ять років справжню Жанну приймає Карл VII. Він вдячний їй за перелом у війні, за можливість законно коронуватись у Руані на Руському Євангелії. Однак боротьба проти англійців усе ще триває. Король знову потребує Жанну, тому виводить із таємного перебування і вона знов очолює війська. Та після ряду перемог відбувається нова розмова короля і національної героїні. Виявляється, для блага Франції тепер необхідно юридично правильно завершити руанський процес, на якому замість нею було спалено іншу. Тобто Жанну повинна спалити вже французька влада. Орлеанська Діва іде на вогнище.
Сюжет цієї трагедії створено за неканонічним житієм католицької святої Жанни Д’Арк. П’єсу написано на противагу «Орлеанській Діві» Вольтера, де світовий класик зобразив її в сороміцькому, карикатурному вигляді.
Слово 19. Інтерлюдія 4. Данте і Вергілій повідують, що хоча в попередніх історіях присутнє Руське Євангеліє, однак довгі віки Україна перебувала переважно на узбіччі історії. Однак невдовзі часи зміняться: українці здобудуть незалежність і, навівши порядок у своїй державі, стануть провідниками духовного оновлення Європи. «Але Господній люд і поза вами», поза індоєвропейцями. І братерське єднання має бути не тільки між християнами, а й між християнами та мусульманами. Про це – дві наступні вистави.
Слово 20. «Сто тисяч». Трагедія. 1227 рік. Хорезмшах Джелаль ад Дін стоїть під мурами Тбілісі. До його шатра потрапляє грузинський підданець мусульманський поет Юсуф. Шах через Юсуфа пропонує мусульманам Тбілісі відкрити міську браму. Так ісламські війська здобувають столицю Грузії. Юсуф у розпачі: він став причиною зради, а в християнському ж Тбілісі панував міжконфесійний мир, Юсуф тут мав славу витонченого естета. Нинішня естетика, кажуть йому колеги по перу, це оспівування крові та смерті. Поглянь: кожен християнин має пройти мостом через Куру, топчачи ікони. Хто потоптав – приймає іслам, хто відмовився – падає мертвим у річку. Одначе акція йде вкрай погано: вже загинуло сто тисяч грузинів і вірмен, а віру зрадило всього кілька. Щоб підняти дух мусульман, Юсуфові пропонується оспівати подвиги Джелаль ад Діна – і його шануватимуть як живого класика. Юсуф зважується: іде до султана, викриває його в страшенних злочинствах, насамперед у ширенні мусульманства вогнем і мечем, та рушає на погибель із християнами.
Слово 21.«Червоне й зелене». Трагедія. Діється у XVIII ст. в Туреччині. Бранця з України Прокопа його багатий хазяїн хоче всиновити, але з умовою прийняття магометанства. Прокіп відмовляється. Проте після важкої хвороби йому оголошують, що він прийняв іслам у гарячці. Прокіп тікає від хазяїна на Афон, що розцінено як зраду ісламу, гідну смертної кари. Через багато літ духівник благословляє Прокопу вернутися в місто і проповідуючи християнство загинути. Дорогою Прокіп потрапляє в суфійський монастир, проповідує, однак виявляє чимало близьких рис в ісламі, а до нього ставляться дуже привітно. Та яничари впізнають його як відступника і ведуть на страту, хоча мусульмани-суфії заступаються за нього.
Слово 22. Постлюдія. На цьому п’єси у такому своєрідному театрі завершуються. Із лаштунків, якими закрилася сцена, ожили зображення волинських святих. Віктор, гадаючи, що його перебування в потойбіччі закінчується, підійшов узяти благословіння на зворотний шлях. Однак виявилося, що він має побачити й інші видіння.
Слово 23. Акафіст Богородиці Холмській. Ось із одного боку летить сонм православних волинян, які загинули від рук поляків. Вони співають православну службу – акафіст Богородиці, прославленій у чудотворній Холмській іконі.
Слово 24. Хресна дорога єднання. З іншого боку летить сонм поляків, які на Волині загинули від рук українців, і співають католицьку службу – хресну дорогу.
Слово 25. Літургія ангельських чинів. Обидва лики святих з’єднуються з ангелами, які вічно служать на небі Літургію Господу Богові.
Епілог. З інших світів Віктора перенесено в Київську Софію. Тепер він зміцнений у вірі, зблизька побачивши діяння небожителів.

## Мовно-літературні особливості
Це перший в український літературі закінчений твір у жанрі великих поетичних епосів. Творчий напрямок – сюрреалізм. Як зазначає д-р філол. наук М. Моклиця, «книжка надзвичайно філологічна у кращому сенсі цього слова, справді в царині віршованої форми добірна, винахідлива, оригінальна, мабуть, наскільки це загалом можливо, бездоганна… Планка віршованої техніки, яку сам для себе визначив автор, надзвичайно висока» [1, 76–77]. Неокласичний вірш, багате римування. Твір складається із 5250 рядків, проте не використано жодної дієслівної рими. «Діяння небожителів» написано особливою строфою, винайденою автором для цієї книги на основі шекспірівського сонета (т. зв. вікторівська строфа [3, 456]) за зразком онегінської строфи. Слово 23 містить перший в українській літературі римований акафіст (візантійські першовзірці жанру – римовані, однак на Русі акафісти, перекладні й оригінальні, завжди були ритмопрозові чи верліброві), Слово 24 – першу в нашому письменстві повністю римовану хресну дорогу (створено як вінок сонетів). Почин Брата Віктора знайшов послідовників – з’явилися римовані акафісти протоієрея Леонтія Тоцького та ін. Слово 25 являє собою першу в світовій літературі значну спробу відтворити Відправу, що її вічно служать Богові ангели (попередня невелика спроба міститься в «Пролозі на небі» «Фауста» Гете). Мова книги характеризується багатою синонімікою, численними культурологічними й релігієзнавчими алюзіями, лексикою різних сфер використання, зокрема поєднанням сакральної й науково-технічної. Із цього приводу д-р ф.-м. наук М. Кратко пише: «В анотоції сказано, що книга розрахована на поціновувачів добірного. Це справді так. Та не знаю, чи будуть ці поціновувачі цінувати поєднання в одному тексті, часто поруч, термінів сучасної фізики (нейтрино, проміле тощо) зі словами молитви».

## Богословські міркування
Теологічні ідеї «Діянь небожителів» належать до т. зв. приватних богословських думок. Так, автор вважає, що хоча терміна «лімб» у православному вченні нема, однак на підставі Постової Тріоді можна зробити висновок, що самé поняття є, і це – «лоно Авраамове» (Слово 3). Зішестя Ісуса в ад Брат Віктор трактує як прихід Спасителя в лімб. Перебуваючи тут і почувши Христову проповідь, давні праведники – старозавітні та іновірні, напр., Будда, – увірували в Христа (Слово 5). Висловлено також передбачення про появу нової авраамістичної релігії (Слово 19). Книга пропагує екуменізм; висловлюється необхідність літургійної реформи.

## Політична ідея
У «Діяннях небожителів», як і в інших творах, Брат Віктор проводить погляд європейського (і навіть індоєвропейського) україноцентризму. Цій ідеї, разом із духовною лінією, підпорядковано всю структуру книги: від розповіді про Адама і Ноєвого сина Яфета, який прибув на майбутню Русь, через картини життя різних європейських (яфетичних) народів до небесних видінь із постійним нагадуванням ролі Русі-України у вселенському процесі. Тож національну ідею автор сформулював так: Свята Вкраїна – вісь Індоєвропи (X, 56), А ви повинні стать Європи віссю (XIX, 62). Майбутнє України – величне, хоч і пізнє, при кінці часів:
```
«Країно букви, колеса і рала,
уділ Яфета, корінь середущий,
засíяла ти світ і засія́ла, – 
в кінці ж віків яскрітимеш найдужче» (IX, 275–278).
Таке піднесення України особливим чином поєднується з не названою на ім’я жінкою:
Не королева буде, не княжна,
але вона – готов промовить тричі – 
за ті століття ще воздасть сповна,
що вас не знали навіть і в обличчя (XIX, 6–9).
```

При цьому автор постійно застерігає українців од гордощів і нагадує про відповідальність. Слова 20, 21 та інші місця книги засвідчують велику повагу автора до всіх інших народів.
На сторінках «Діянь небожителів» (Слово 16), як і в своїй публіцистиці («Боговладдя»), В. Гребенюк проявляє скептицизм щодо надмірного захоплення демократією: в ідеалі він прихильник теократії. Справедливість же залежить не від суспільного ладу, а від моральності людей.